# Paramelita barnardi
Paramelita barnardi is een vlokreeftensoort uit de familie van de Paramelitidae. De wetenschappelijke naam van de soort is voor het eerst geldig gepubliceerd in 1973 door Thurston.